# Tanyrhynchini
Tanyrhynchini es una tribu de insectos coleópteros curculiónidos pertenecientes a la subfamilia Entiminae.  

## Géneros
- Afroleptops – Alloleptops – Aporimus – Brachyleptops – Brachytrachelus – Eremnus – Meteremnus – Neseremnus – Orimus – Porophorus – Rhypastus – Tanyrhynchus